# Portulacaria carrissoana
Portulacaria carrissoana es un arbusto suculento perteneciente al género Portulacaria, dentro de la familia Didiereaceae. Se distribuye desde el suroeste de Angola hasta el noroeste de Namibia.

## Descripción
Portulacaria carrissoana se trata de un arbusto perenne de crecimiento lento, muy ramificado, de hojas suculentas, que crece de 2 a 3 m de altura. Las raíces son suculentas, con corteza de color marrón cuando están expuestas, y de las cuales, a menudo brotan plántulas cerca de la planta madre. 
Las plantas adultas generalmente tienen un tallo principal solitario, aunque a veces pueden presentar más de uno. La corteza en los ejemplares más viejos es de color marrón amarillento, dura y se descascara en tiras coriáceas horizontales.
Las hojas son carnosas, obovadas, en pares opuestos, de color grisáceo a verde oliva, con un pecíolo corto de 1-5 mm de largo. Las hojas miden 10–35 × 10–30 mm, extendidas, con una superficie lisa (sin pelos).
Las flores nacen en ramas axilares cortas, son pequeñas y se componen de 5 pétalos de color verde amarillento. La semilla es una nuez de color marrón pálido, alada, aplanada, de 3,1–5,3 × 1,9–3,0 mm. 

## Distribución y hábitat
El área de distribución nativa de esta especie abarca desde el suroeste de Angola hasta el noroeste de Namibia y crece principalmente en biomas desérticos o de matorrales secos.

## Ecología
Portulacaria carrissoana está adaptada a condiciones muy cálidas, secas y semidesérticas, con frecuentes períodos de sequía. Los veranos suelen ser muy calurosos con lluvias principalmente en verano y otoño.
Tiene un crecimiento relativamente lento. La humedad se almacena en sus raíces carnosas, tallos y hojas planas y carnosas. Las ramas más jóvenes son rojizas debido al pigmento antocianina, que protege a los tallos jóvenes de las quemaduras solares. La corteza coriácea, de color claro, grisácea y reflectante que a menudo se desprende en tiras horizontales, es una protección contra el sol. 
Las flores son polinizadas por pequeños insectos. Las semillas aladas que llevan las pequeñas nueces se dispersan por el viento.

## Taxonomía
La primera descripción de esta especie fue como Ceraria carrissoana, publicada en 1939 por los botánicos Arthur Wallis Exell y Francisco de Ascensão Mendonça en la revista científica Boletim da Sociedade Broteriana, sér. 2.A, 53: 309.
Más tarde, los botánicos Peter Vincent Bruyns y Cornelia Klak trasladaron la especie al género Portulacaria, por lo que pasó a llamarse Portulacaria carrissoana. Registraron estos cambios en la revista científica Taxon 63: 1061, publicada en 2014.

Etimología
- Portulacaria: nombre genérico derivado del género Portulaca debido a su parecido con este. El sufijo "-aria" es un sufijo latino que se utiliza para indicar relación o pertenencia.
- carrissoana: epíteto geográfico que hace referencia al lugar donde se registró el espécimen tipo: "a lo largo de la vía férrea",  que deriva de la palabra portuguesa carris, carril o vía.[6]

## Estado de conservación
Las plantas están ampliamente distribuidas y no están amenazadas, por lo que la Lista Roja de la UICN las clasifica como de "Preocupación Menor (LC)".

## Usos
Se cultiva principalmente como planta ornamental, en suelos bien drenados, arenosos y con grava.